# Distrito Naval de Kure
El  Distrito Naval de Kure (呉鎮守府 Kure chinjufu?), o Segundo Distrito Naval  (第二海軍区 Dai-ni kaigunku?),  fue el segundo de cuatro distritos administrativos de la Armada Imperial Japonesa. Situado en la ciudad de Kure, en la Prefectura de Hiroshima, cubría el Mar Interior de Seto y la costa del Pacífico del sur de Honshū  (desde Wakayama a Yamaguchi), el noroeste de Kyūshū y Shikoku. Era conocido popularmente como  Distrito Naval de Kure (呉鎮 Kurechin?).

## Historia
Kure, situado a orillas del Mar Interior de Seto en la bahía de Hiroshima, suponía una posición de gran importancia estratégica a la hora de controlar las rutas marítimas del oeste de Japón. Tras su creación en 1886, la Armada Imperial Japonesa dividió Japón en cinco distritos navales encargados del reclutamiento y el suministro. Durante la reorganización administrativa de la Armada Imperial Japonesa en 1889, Kure fue re-designado como el  Segundo Distrito Naval (第二海軍区 Dai-ni kaigunku?), su puerto fue dragado, se construyó un dique y se crearon muelles especiales para buques de guerra. 
Al año siguiente, comenzarían las obras del Arsenal Naval de Kure, que llegaría a convertirse en uno de los mayores astilleros navales de Japón, dedicado a la construcción de grandes buques capitales. Entre sus instalaciones, el Distrito Naval de Kure incluía armerías, fábricas para la producción de torpedos, minas y artillería naval (incluida su munición), además de un hospital naval y centros de entrenamiento.
La Academia Naval Imperial Japonesa fue transferida en 1888 desde Tokio a Etajima, en Hiroshima, quedando dentro de los bordes de la jurisdicción del Distrito Naval de Kure, pero no quedó bajo su mando. 
En 1920, la Armada japonesa estableció su base principal de submarinos y la Academia de Guerra submarina en Kure. Un grupo aéreo se estableció en 1932, y cinco años más tarde, en 1937, un centro de telecomunicaciones. 
El Distrito Naval de Kure fue bombardeado con dureza por las fuerzas americanas al final del conflicto, sufriendo muchos daños en sus instalaciones. Tras la rendición japonesa, quedó bajo ocupación de las fuerzas australianas y británicas, y fue desmilitarizado el 30 de noviembre de 1945. Hoy en día, la Fuerza Maríritima de Autodefensa Japonesa ocupa una pequeña zona de la antigua base naval de Kure.

## Estructura

### Organización

#### Diciembre de 1941
- Cuartel General del Distrito Naval de Kure
  - Naves adscritas al distrito
    - DD Yakaze
    - SS I-52]], SS RO-30, SS RO-31 y SS RO-32
    - CM Katsuriki
    - Escolta Yakumo
    - AVT Kanto Maru

  - Base Naval de Kure (呉海軍基地 Kure kaigun kichi?)
    - Arsenal Naval de Kure
    - Centro de comunicaciones
    - Departamento de suministros
    - Departamento de finanzas
    - Departamento de construcción
    - Unidad de puerto y muelles
    - Astillero naval
    - Hospital naval
    - Prisión naval
    - Depósito naval de fuel
    - Guarnición de la base
      - Barracones de infantería naval
      - Kure SNLF

  - Base de submarinos de Kure (呉潜水艦基地 Kure sensuikan kichi?) – 
    - Cuartel General
    - Guarnición de la base

  - Barracones de infantería naval (Ōtake)
  - Unidad de puerto y muelles (Tokuyama)
  - Depósito naval de fuel (Tokuyama)
  - 6.ª División de Submarinos (entrenamiento) (Kure, Honshu)
    - SS RO-57, SS RO-58 y SS RO-59

  - Fuerza de guarnición de Kure
    - 13.ª División de Destructores
      - DD Kuretake, DD Sanae y DD Wakateke

    - 31.ª División de Dragaminas
      - AMc Oi Maru, AMc  Takunan Maru #3, AMc Takunan Maru #8, AMc Tamo Maru #6 y AMc Tamo Maru #7

    - 33.ª División de Dragaminas
      - AMc Asahi Maru #2, AMc  Bisan Maru, AMc Meijima Maru y AMc Tokuho Maru

    - Escuadrón de defensa local de Kure
      - CX Kinjosan Maru
      - PC Ch-19, PC Ch-20 y PC Ch-21
      - AMc Aoi Maru y AMc Yachiyo Maru
      - Guarnición de la Base Naval de Kure
      - Guarnición de la Base Naval de Saeki
      - Guarnición de la Base Naval de Shimonoseki

    - Escuadrón de Guarda costera de Kure
      - CX Bangkok Maru, CX Saigon Maru
      - PG Hong Kong Maru'

  - Grupo Aéreo Naval de Kure
    - Base Aérea Naval de Kure (Kure, Honshu)
      - 24x F1M2

  - Grupo Aéreo Naval de Saeki
    - Base Aérea Naval de Saeki (Saeki, Kyushu)
      - 16x D1A1

  - Grupo Aéreo Naval de Usa
    - Aeródromo naval de entrenamiento de Usa (Usa, Kyushu)
      - 36x D1A1
      - 63x B5M1

  - 12.º Flotilla Aérea Naval
    -       - Grupo Aéreo Naval de Oita
        - Aeródromo naval de entrenamiento de Oita (Oita, Kyushu)
          - 52x A5M4
          - 24x A5M4-K
          - 45X B5M1

      - Grupo Aéreo Naval de Hakata
        - Base Aérea Naval de Kure (Kure, Honshu)
          - 48x E8N2
          - 54x E7K2

      - Grupo Aéreo Naval de Omura
        - Base Aérea Naval de Kure (Kure, Honshu)
          - 36x A5M4
          - 12x B5N1-K
          - 16X B5M1

      - Grupo Aéreo Naval de Iwakuni
        - Aeródromo naval de entrenamiento de Iwakuni (Iwakuni, Honshu)
          - 72x K5Y1
          - 24x Aparatos variados de entrenamiento